# Esa Pakarinen
Esa Pakarinen (9 de febrero de 1911 – 28 de abril de 1989) fue un actor, acordeonista y cantante finlandés, una de las principales figuras del entretenimiento de género rillumarei de su país en los tiempos de la posguerra.

## Biografía

### Inicios
Su nombre completo era Feliks Esaias Pakarinen, y nació en Rääkkylä, Finlandia, siendo uno de los seis hijos de Paavo Pakarinen, un acordeonista autodidacta, y Angeliina Hirvonen. Asentada la familia en Joensuu desde 1920, Pakarinen se ocupó en sus comienzos trabajando como albañil, pintor y empleado de una imprenta, entre otra actividades. En el año 1929 ingresó en la empresa Singer como mecánico, comprándose gracias a su salario su primer acordeón, con el que aprendió a tocar de manera autodidacta. Al año siguiente fundó la orquesta Keskiyö, que tocaba en eventos de la Asociación de Trabajadores de Joensuu y en diferentes locales en la Región de Carelia del Norte. Uno de los miembros del grupo era el futuro diputado socialdemócrata Varma K. Turunen, que tocaba la batería. Tras unos años con el grupo, por el cual fueron pasando diferentes músicos, hacia 1937 Pakarinen empezó a actuar con pequeños papeles en el teatro Työväenteatteri, en Joensuu.

### Años bélicos
En noviembre de 1939 Pakarinen fue destinado a una batería antiaérea en Jyväskylän maalaiskunta durante la Guerra de invierno, coincidiendo con Tauno Palo, que servía como conductor. En 1940, finalizada la guerra, ambos actuaron en la obra de Aleksis Kivi Kihlauksessa, representada en Jyväskylä. También en esa época fundó un grupo musical compuesto por cuatro artistas, tocando hasta el comienzo de la Guerra de continuación. En esa época nacía la primera hija de Pakarinen, Paula. Durante la guerra sirvió de nuevo en una unidad antiaérea, y estuvo desplegado en vatios lugares de Carelia. Además del servicio convencional, tocó en conciertos de entretenimiento como acordeonista, y formó parte de una orquesta en gira acompañando a la cantante de ópera Aulikki Rautawaara.
En 1943 Pakarinen fue destinado a Helsinki en tareas de entretenimiento, acompañando al cantante de ópera Kalle Ruusunen, con el que viajó en gira por Carelia. Viajó por diversos lugares, y ofreció actuaciones a las tropas alemanas en la Península de Kola y norte de Noruega con Eino Katajavuori, Aune Roiha y Bruno Nurmi-Johansson.

### Posguerra
Finalizada la guerra, volvió a Jyväskylä, donde por las noches tocaba en la orquesta Jyväspojat, formando después la orquesta Rytmi, además de tocar el violín y la flauta en la orquesta de la asociación de trabajadores de Jyväskylä.
En 1944 se mudó a Lahti, donde trabajó a tiempo completo como animador. Más adelante actuó con la orquesta del Zoo-sirkuksen, acompañado por Toivo Alajärven, Paula Ero y Maire Tammenlaakso. Cuando llegó a Varkaus en 1946, obtuvo trabajo en un taller local y fundó su tercera orquesta, actuando con Arvo Ukkola. 
Pakarinen fue entonces acordeonista en espectáculos de la organización sindical Suomen Ammattiyhdistysten Keskusliitto, actuando con Kauko Käyhkö, Siiri Angerkoski y Eugen Malmstén. Fue en esa época cuando Pakarinen empezó a utilizar el humor en sus números, creando la figura de un acordeonista desdentado, Severi Suhonen, con el que obtuvo fama junto a su personaje Pekka Puupää.
A finales de los años 1940 hizo una gira con Reino Helismaa y Tapio Rautavaara, siguió trabajando con Severi Suhonen y desarrolló un nuevo personaje, Impi Umpilampi. En el otoño de 1950 Tapio Rautavaara tomó un camino separado, siendo sustituido por Jorma Ikävalko.

### Carrera en el cine

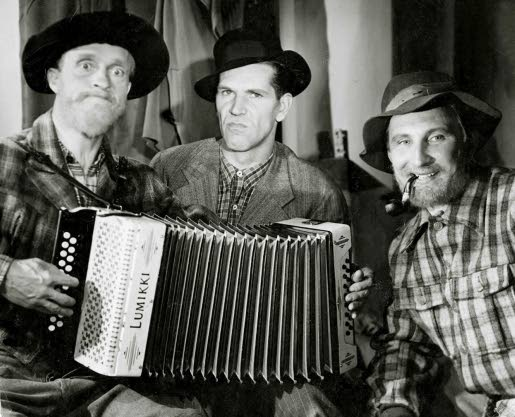
Pakarinen con Reino Helismaa (centro) y Jorma Ikävalko (der.)

El compositor Toivo Kärki recomendó al director Toivo Särkkä, de Suomen Filmiteollisuus, que viera actuar a Pakari, Helismaa y Ikävalko en 1951 en Oulunkylä. A Särkkä le gustó la actuación, y pidió a los tres artistas que hicieran pruebas ante las cámaras.
En 1951 se inició el rodaje de la comedia Rovaniemen markkinoilla, que protagonizaban el trío acompañados por Siiri Angerkoski, Marja Korhonen y Mai-Brit Heljo. Pakarinen encarnaba a Severi Suhonen. La cinta se estrenó en noviembre de 1951, con malas críticas pero con buenos resultados de público. 
Pakarinen rodó seguidamente Lännen lokarin veli (1952), película en la que actuaban Henry Theel, Sirkka-Liisa Wilén y Elsa Turakainen. Estrenada en abril de 1952, su resultado fue el mismo que el de la cinta anterior: malas críticas y éxito de público.
Su siguiente producción, Rantasalmen sulttaani, se programó para ser rodada en 1952 en España y Marruecos, actuando en la misma Oke Tuuri, Assi Nortia y Kauko Käyhkö. Sin embargo, al final se rodaron buena parte de las escenas con decorados de cartón en los estudios de SF, quedando insatisfecho el productor, Toivo Särkkä, con el resultado.
En el invierno de 1953 se filmó Lentävä kalakukko, cinta en la cual Pakarinen encarnaba a un conductor de tren. Se grabó un disco con el tema principal de la banda sonora de la película, que vendió más de 10.000 copias. En la película actuaba también Masa Niemi. Los dos actores fueron contratados para trabajar seguidamente en la primera película de la serie de Pekka Puupää.

### Pekka Puupää
La primera película de la serie, Pekka Puupää (1953), dirigida por Ville Salminen, obtuvo una gran popularidad, lo cual decidió proseguir con una serie. Al siguiente verano se rodó Pekka Puupää kesälaitumilla, protagonizada por Pakarinen, Masa Niemi, Angerkoski, Olavi Virta y Ruth Johansson. Olavi Virta actuó en las dos siguientes películas, trabajando con Anneli Sauli y Eila Peitsalo. En Pekka ja Pätkä puistotäteinä apareció un personaje que sería ya regular en la serie, Pikkarainen, encarnado por Armas Jokio.
Entre ambas películas, Pakarinen rodó una no perteneciente a la serie, Hei, rillumarei! (1954), donde volvió al papel de Severi Suhonen. Después siguió con las producciones de Puupää, llegando a rodar hasta tres al año. Fueron un total de 13 películas, siendo dirigidas once por Armand Lohikoski. Los guiones fueron escritos alternativamente por Reino Helismaa y Lohikoski. 
Mediada la década de 1950, Esa Pakarinen y Masa Niemi empezaron a viajar en gira con Lasse Pihlajamaa haciendo shows de Puupää. Esto finalizó en 1960 con la muerte de Niemi, cuyo alcoholismo había alterado el trabajo de las giras. Tras suicidarse Masa Niemi, finalizaron las películas de Puupää, siendo Mullin mallin la última cinta que interpretó Pakarinen en más de diez años. En la misma actuaban Esko Toivonen, Reino Helismaa, Spede Pasanen y Matti Louhivuori.

### Últimos años de carrera
En 1962 Pakarinen y Eugen Malmstén hicieron una gira de tres meses para entretener al público finlandés que vivía en Estados Unidos y Canadá, haciendo un total de 50 conciertos.
A principios de los años 1960 se extendía la televisión por Finlandia, a la vez que declinaba la actividad artística nocturna y llegaba la música rock. Todo ello hacía dudar a Pakarinen sobre encontrar trabajos adecuados para él. Una de las actividades en las que se ocupó en la época fue la de animador de los grandes almacenes Sokos, trabajo que cumplió durante siete años.
Reino Helismaa falleció en 1965, razón por la cual Pakarinen quedó prácticamente solo con su personaje de Severi Suhonen. Pakarinen siguió grabando discos, y en 1966 lanzó Severi Suhonen y Severi Suhonen Ala-Tölöviössä. Otros discos de éxito fueron Lonkalta (1971), con Irwin Goodman, y Esa & Eemeli (1972). Ese mismo año la pareja hizo una gita para inmigrantes finlandeses en América, lanzando el disco Vihoviimeiset tangot, que incluía compases de Toivo Kärki y letras de Vexi Salmi.
En la década de 1970 Pakarinen recuperó cierto prestigio artístico, trabajando en los Días Culturales de Jyväskylä, en el KOM-teatteri de Helsinki y en el evento de humor de Varkaus. En 1973 celebró un concierto de gala en la Sala Finlandia, y en el mismo año rodó la película de Matti Kassila Meiltähän tämä käy, en la que encarnó a un anciano Severi Suhonen. Actuaban también Kauko Helovirta, Pentti Siimes, Jussi Jurkka, Kirsti Ortola y Olavi Ahonen. 
En 1974 Pakarinen, que sufría asma, se retiró, aunque siguió haciendo giras de manera irregular. Ese mismo año viajó a Australia, donde dio 13 conciertos para finlandeses. En 1975 el letrista Vexi Salmi colaboró con Pakarinen para grabar el disco Pakarock que, con 26 000 copias, fue disco de oro. Al siguiente año hizo algunos conciertos en Savonlinna y Mikkeli y grabó otro Pakarock, el cual fue un nuevo éxito aunque no llegó a ser disco de oro.
A finales de la década participó en algunos programas televisivos, entre ellos Omissa jutuissa, Tosimiehiä y Kivikasvot. En el verano de 1980 hizo un show de despedida de Severi Suhonen en Tervo. A lo largo de la década, y hasta su muerte, todavía lanzó tres discos más, siendo el último Savolaesta sanarrieskoo – Lauluja Kalle Väänäsen runoihin (1988), producido por Jaakko Salo.

### Vida privada
En la Navidad de 1934 Pakarinen se casó con la cantante y actriz Aino Juntusen, del Työväenteatteri de Joensuu, terminando el matrimonio en divorcio en 1937.
En otoño de 1938 empezó a trabajar en el mencionado teatro la actriz Orvokki Vesaranta (1915–2010), con la cual se casó Pakarinen en 1939. Sin embargo, la estabilidad de la pareja se vio alterada por la guerra. Se divorciaron en enero de 1946. Pakarinen se casó en 1947 con Elli Aho, naciendo en Navidad Esa Pakarinen Junior. Elli Aho aportaba a la unión dos hijos de un matrimonio anterior.
Esa Pakarinen falleció en 1989 en Varkaus, a causa de un cáncer. Tenía 78 años de edad. Fue enterrado en el Cementerio Könönpello de Varkaus. Fue el último artista finlandés cuyo funeral fue financiado por el estado.

## Discografía

### Álbumes
- 1966 : Esa Pakarinen - Severi Suhonen
- 1967 : Severi Suhonen Ala-Tölöviöstä
- 1971 : Esa Pakarinen ja Irwin Goodman: Lonkalta
- 1972 : Vihoviimeiset tangot
- 1972 : Esa Pakarinen ja Eemeli
- 1974 : Pakarock
- 1976 : Pakarock 2
- 1977 : Maailman paras levy
- 1979 : Severi kylymässä mualimassa
- 1988 : Beat
- 1988 : Savolaesta sanarrieskoo – Lauluja Kalle Väänäsen runoihin

### Colecciones
- 1968 : Esa Pakarinen
- 1972 : Severin parhaat 1
- 1974 : Severin parhaat 2
- 1990 : Esa Pakarinen
- 1992 : Unohtumattomat
- 1997 : Rokki on poikaa
- 2011 : Meiltähän tämä käy! Kaikki levytykset 1951–1988
- 2011 : Meiltähän tämä käy! 48 ikimuistoisinta kappaletta

## Filmografía
- 1951 : Rovaniemen markkinoilla
- 1952 : Lännen lokarin veli
- 1953 : Se alkoi sateessa
- 1953 : Rantasalmen sulttaani
- 1953 : Lentävä kalakukko
- 1953 : Pekka Puupää
- 1953 : Pekka Puupää kesälaitumilla
- 1954 : Hei, rillumarei!
- 1954 : Pekka ja Pätkä lumimiehen jäljillä
- 1955 : Pekka ja Pätkä puistotäteinä
- 1955 : Kiinni on ja pysyy
- 1955 : Pekka ja Pätkä pahassa pulassa
- 1957 : Pekka ja Pätkä ketjukolarissa
- 1957 : Pekka ja Pätkä salapoliiseina
- 1957 : Pekka ja Pätkä sammakkomiehinä
- 1958 : Pekka ja Pätkä Suezilla
- 1958 : Pekka ja Pätkä miljonääreinä
- 1959 : Pekka ja Pätkä mestarimaalareina
- 1960 : Pekka ja Pätkä neekereinä
- 1961 : Mullin mallin
- 1973 : Meiltähän tämä käy